# Kurilský příkop
Kurilský příkop (rusky Курило-Камчатский жёлоб, do 50. let 20. století впадина Тускарора) je hlubokomořský příkop v severozápadní části Tichého oceánu.
Leží jihovýchodně od pobřeží Kamčatky, jihovýchodně od Kuril a japonského ostrova Hokkaidó. Táhne se v délce 2170 km od trojmezí spojujícího Kurilský příkop, ulachanský zlom a Aleutský příkop na severovýchodě po spojení s Japonským příkopem na jihozápadě. Na jihovýchodní straně příkopu se zdvíhá Zenkevičův val, který na severovýchodě ukončuje Obručevův val. Největší hloubky (9717 m) dosahuje v místě 44°0′46″ s. š., 150°19′13″ v. d..
Příkop se vytvořil v místě, kde dochází k subdukci tichomořské desky pod asijskou část severoamerické desky – ochotskou desku. Subdukční zóna se vytvořila ve svrchní křídě. V subdukční zóně dochází k zemětřesením a od Kamčatky přes Kurily až po ostrov Hokkaidó je doprovázena četnými vulkanickými jevy.
Významná zemětřesení související se subdukční zónou:
| datum             | místo                 | magnitudo |
| ----------------- | --------------------- | --------- |
| 3. únor 1923      | Kamčatka, Rusko       | 8,4       |
| 2. březen 1933    | Sanriku-oki, Japonsko | 8,6       |
| 4. listopad 1952  | Kamčatka, Rusko       | 9,0       |
| 6. listopad 1958  | Kurily, Rusko         | 8,4       |
| 13. říjen 1963    | Kurily, Rusko         | 8,5       |
| 4. říjen 1994     | Kurily, Rusko         | 8,3       |
| 25. září 2003     | Hokkaidó, Japonsko    | 8,3       |
| 15. listopad 2006 | Kurily, Rusko         | 8,3       |
| 24. květen 2013   | Ochotské moře         | 8,3       |
| 18. červenec 2017 | Kamčatka, Rusko       | 7,8       |
| 25. březen 2020   | Kamčatka, Rusko       | 7,5       |
| 29. červenec 2025 | Kamčatka, Rusko       | 8,8       |